# Japon aux Jeux olympiques d'hiver de 1972
Le Japon participe aux Jeux olympiques d'hiver de 1972, organisés à Sapporo au Japon. Cette nation prend part aux Jeux olympiques d'hiver pour la neuvième fois en onze éditions, pour la première fois en tant que pays hôte. La délégation japonaise, formée de 85 athlètes (65 hommes et 20 femmes), obtient trois médailles (une de chaque métal) et se classe au onzième rang du tableau des médailles.

## Médaillés
L'équipe nationale japonaise, surnommée « escadron Hinomaru », réalise un triplé historique lors de l'épreuve de saut à ski sur petit tremplin (70 m),.
| Médaille                            | Athlète        | Sport      | Épreuve                |
| ----------------------------------- | -------------- | ---------- | ---------------------- |
| Médaille d'or, Jeux olympiques      | Yukio Kasaya   | Saut à ski | Tremplin normal hommes |
| Médaille d'argent, Jeux olympiques  | Akitsugu Konno | Saut à ski | Tremplin normal hommes |
| Médaille de bronze, Jeux olympiques | Seiji Aochi    | Saut à ski | Tremplin normal hommes |

## Participants
- Hideki Nakano (combiné nordique)